# Водянська сільська рада (Компаніївський район)
| Водянська сільська рада — колишній орган місцевого самоврядування у Компаніївському районі Кіровоградської області з адміністративним центром у с. Водяне. Сільській раді були підпорядковані населені пункти: - с. Водяне |

## Склад ради
Рада складалася з 12 депутатів та голови.

### Керівний склад ради
| ПІБ                      | Основні відомості                                                         | Дата обрання | Дата звільнення |
| ------------------------ | ------------------------------------------------------------------------- | ------------ | --------------- |
| Ненько Лілія Іванівна    | Сільський голова, 1952 року народження, освіта, член народної партії      | 26.03.2006   | 31.10.2010      |
| Ненько Вадим Миколайович | Сільський голова, 1980 року народження, освіта вища, член Партії регіонів | 31.10.2010   |                 |

Примітка: таблиця складена за даними джерела

## Населення
За переписом населення України 2001 року в селі мешкали 352 особи.

### Мова
Розподіл населення за рідною мовою за даними перепису 2001 року:
| Мова       | Відсоток |
| ---------- | -------- |
| українська | 96,32 %  |
| російська  | 2,27 %   |
| молдовська | 1,42 %   |